# Kleine Elster

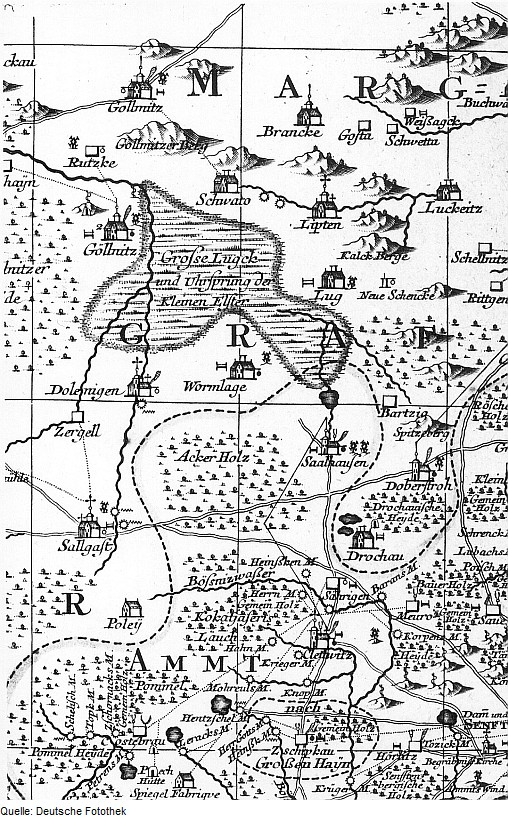
Der Quellort auf einer Karte aus dem Jahr 1757

Die Kleine Elster (früher auch Dober, niedersorbisch Dobŕa) ist ein rechter Nebenfluss der Schwarzen Elster in Brandenburg (Deutschland).

## Geographie
Ihren Ursprung hat die Kleine Elster im Feuchtgebiet Der Lug, etwa 12 km östlich von Finsterwalde, durch den Zusammenfluss von Mühlengraben und Lugkanal. Historisch wurde ihr Ursprung von Mönchen des Klosters Dobrilugk in 42 Quellen um das Schloss Sallgast herum gesehen. Von hier ab fließt sie in westliche Richtung, passiert Finsterwalde etwa 3 km nördlich. Bei Frankena wendet sich ihr Lauf nach Südwesten, durchfließt Doberlug-Kirchhain und mündet in Wahrenbrück nördlich von Bad Liebenwerda in die Schwarze Elster.
Bei ihrem Weg vom Ursprung bis zur Mündung überwindet die Kleine Elster einen Höhenunterschied von nur 30 m, was einem mittleren Sohlgefälle von 0,6 ‰ entspricht.

## Hochwasserschutz und Renaturierung
Der Fluss führte mit der Zunahme des Braunkohletagebaues in der westlichen Niederlausitz bis in den 1960er Jahren Hochwasser, sodass er über mehrere Winter die Innenstadt von Kirchhain überflutete. Aus dem Grund wurde von 1969 bis 1971 ein Umfluter um die Innenstadt Kirchhains angelegt. Auch während der Hochwasserlage 2010 stand die Niederung zwischen Kirchhain und dem benachbarten Lichtena großflächig unter Wasser.
Im Mai 2007 begann der NaturSchutzFonds Brandenburg in einem Projekt mit der Renaturierung des Unterlaufs der Kleinen Elster zwischen Bad Liebenwerda und Doberlug-Kirchhain. Dazu wurden alte, natürliche Flussarme reaktiviert. Ziel war neben der Landschaftsumgestaltung vor allem, die Fließgeschwindigkeit des Flusses zu verringern, um das Wasser länger in der Region zu halten. Das Projekt mit Gesamtkosten in Höhe von 1.768.568 Euro gilt als vorbildlich in der Region, um die Oberflächenwassersituation zu verbessern. Im April 2008 wurde das Projekt im Elster-Natoureum im Maasdorf öffentlich vorgestellt.